# Andrés Ortiz Rojas
El general Andrés Ortiz Rojas va ser un militar mexicà amb idealisme villista que va participar en la Revolució Mexicana. Va néixer a Bachíniva, Chihuahua. Va ser conegut com El Cortito per la seva baixa estatura. El 1910 es va incorporar al moviment maderista al seu estat natal al costat de Pancho Villa, i amb el temps va formar part de la seva escorta de Dorados. Va destacar per rescatar els seus companys ferits perquè no caiguessin a les mans de l'enemic. El setembre de 1915 va agafar el general Tomás Urbina a Las Nieves, Durango, per portar-lo davant del general Pancho Villa, qui va ordenar el seu afusellament. Va morir en el combat de Reforma, Chihuahua, contra les forces del general carrancista Francisco Murguía el 2 de gener de 1917.